# Sunderland
Sunderland is een city in het bestuurlijke gebied City of Sunderland, in het Engelse graafschap Tyne and Wear. De stad telt 177.739 inwoners, en is gelegen aan de noordoostelijke kust van Engeland.
Een inwoner van Sunderland wordt ook wel een Mackem genoemd. 

## Sport
De grote trots van Sunderland is de plaatselijke voetbalclub Sunderland AFC en speelt tegenwoordig haar wedstrijden in het Stadium of Light. Sunderland was speelstad bij het WK voetbal van 1966. De wedstrijden werden gespeeld in het 1997 afgebroken Roker Park.

## Stedenbanden
- Essen (Duitsland)
- Washington D.C. (Verenigde Staten)

## Bekende inwoners van Sunderland

### Geboren
- Joseph Swan (1828-1914), scheikundige en natuurkundige
- Graham Wallas (1858-1932), socialist, sociaal psycholoog, educatie-promotor en leider van de Fabian Society
- Mary Stewart (1916-2014), schrijfster
- James Herriot, pseudoniem van James Alfred Wight (1916-1995), schrijver en dierenarts
- Bobby Knoxall (1933-2009), komiek
- Wendy Ramshaw (1939-2018), sieraadontwerper en beeldend kunstenaar
- Terry Deary (1946), kinderboekenschrijver
- Don Airey (1948), keyboardspeler Deep Purple
- David A. Stewart (1952), gitarist (Eurythmics)
- Kevin Young (1961), voetballer
- Steven Grieveson (circa 1970), seriemoordenaar
- Adam Johnson (1987), voetballer
- Emeli Sandé (1987), artiest
- Jordan Henderson (1990), voetballer